# レオニド・スコトニコフ
レオニド・スコトニコフ（ロシア語: Леони́д Скотников, Leonid Skotnikov, 1951年3月26日 - ）は、ロシアの裁判官。2006年から2015年まで、国際司法裁判所裁判官を務めた。

## 経歴
1974年、モスクワ国際関係大学から国際法のディプロマを取得。1990年、ハーバード大学国際関係センターのフェローとなった。